# 竊聽風雲
《竊聽風雲》是一部於2009年上映的香港電影，由麥兆輝與莊文強共同導演及編劇，以及由劉青雲、古天樂和吳彥祖領衔主演。本片以香港警務處刑事情報科人員潛入上市公司，及揭發股市升價內幕作背景。電影以金融罪案調查為主綫故事，講述刑事情報科竊聽小組三位成員針對金融公司非法操控股價一事進行調查，但沒想到一則意外的情報資料令這三個正直的警員心存變異，以為一個微不足道的小貪念不會影響他人或被人揭發，結果這貪念令他們招致殺身之禍。

## 劇情
香港刑事情報科和商業罪案調查科合作查緝「風華國際」上市公司中的洗錢、詐騙、非法操控股價等金融罪案，調查科主管黃福榮下令要緊盯風華三大股東徐偉、費國雄、以及羅耀明。竊聽三人組阿俊、老楊與小祥潛入風華國際辦公室安裝多數高端竊聽器與監視器，在公司對面大樓的據點開始輪班形式的監視竊聽工作，記錄下三大股東的所有對話内容、會談對象、以及內線交易。老楊和小祥於一天夜裡監視到羅耀明陪他的秘書兼女友林綺玲回公司取東西時，偶然聽到他爆料說風華股價隔天會高升。老楊因兒子體弱多病、如今連他自己都被診斷出罹患肝癌而急需用錢，一時受貪念驅使而慫恿小祥刪除這段對話記錄。而小祥也因當警察薪酬偏低，渴望在他身為商界高層的未來岳父面前掙回面子，因此偷偷瞞著同仁刪除相關對話記錄且篡改錄影內容。
隔天，老楊和小祥馬上到股票行投入五百萬，當中包含老楊的二十萬家產，阿俊察覺到兩人的意圖後打算上前勸阻，但他突然觀察到風華國際股價持續上漲而動搖，而一旁的股民們聽到後也紛紛跟進。但隨著股價越升越多，導致證監會勒令暫時「停止買賣」以查證這種不尋常的股價波動，走投無路的三人只能等待周末後復牌。阿俊下班後會去和情婦婉兒生活，即使婉兒當時還是他的組長兼摯友李光的妻子。婉兒數年前因小光有外遇問題而從此分居，使婉兒跟曾經交往過的阿俊回到一起，而阿俊到現在都無法跟痛不欲生的小光講出實情。
風華股價不尋常一事引發上級不滿，小祥雖然篡改過重要錄影而暫時沒讓同仁起疑，但靠風華辦公室打火機上暗裝的竊聽器，阿俊三人私下監聽到公司老闆馬志華決定除掉羅耀明以永絕後患。進退兩難的阿俊考量到老楊要顧家而答應繼續隱瞞，但也無法視而不見而集體去解救羅耀明。三人聯手阻止馬志華指派的殺手阿華行刺羅耀明，途中阿俊不慎被林綺玲看到長相，他們將所有人打昏綁走後拘禁在小祥和其未婚妻的新屋。風華股價復盤初跌後急劇回升，讓三人虛驚一場並在股市中狂賺，隨後馬上將羅耀明三人分開放走。羅耀明迅速逃離香港，林綺玲回去找老闆馬志華並接受警方調查。
黃主管與證監會代表共同懷疑風華一案是警方監守自盜，便停止調查工作並準備調查所有組員的詳細資料。駭入黃主管手機監聽到這段對話的阿俊三人深知大難臨頭，只好分頭行動掩蓋蹤跡。阿俊受老楊打掩護，潛入調查科證物室銷毀電腦證據，小祥花600萬買通股票行經理幫忙洗錢。但逃亡中的羅耀明拋售風華股票，小祥雖然及時脫手，其他散戶卻全部遭殃。三人於警局門口會合後離開，但做完筆錄的林綺玲一眼認出遠處車上的阿俊，便立刻通知馬志華。阿俊將賺來的2400萬藏入家中，小祥查出羅耀明其實暗中打探過馬志華的把柄，查到其接收站在風華大樓的902號辦公室。
小祥和老楊離開後分別被人跟蹤，當小祥半路上被人劫車抓走時，老楊剛接回妻小們就遭遇蓄意車禍，全家僅老楊一人撿回一命。深感不妙的阿俊馬上帶著婉兒離開，但這一幕卻被小光看見，戀情暴露使他們決裂友情。在兩人舉槍對峙時，馬志華派的殺手在遠處射擊，造成小光身中數槍而死，更使婉兒遭受波及而中槍。阿俊將婉兒送醫救治時得知老楊一家被滅門，領略到他一時知情不報已經釀成嚴重後果，受黃主管質問時只能將所有罪行推給死去的小光。絕望的阿俊獨自來到902號拿證據，卻發現阿華早已在此等候，並已將小祥拷打致死，最後自願被阿華帶往荒地槍決後埋屍。
一年後，馬志華出席自己開辦的一場慈善餐會，介紹著自己的豐功偉業時，會場突然開始播放他不久前在客房內安排洗錢等犯罪事務的錄像。蓄勢已久的黃主管伴隨著廉政公署等執法人員走進來收網，逮捕徐偉、費國雄等涉案人物。存活並錄下這段證據的阿俊來到馬志華面前，透漏自己早在一年前用1500萬收買阿華饒他一命，進而搜集到馬志華的所有犯罪實證。惱羞成怒的馬志華堅持坐自己的專車前往警局，途中依然賊心不死，聯繫律師盡可能地幫他減輕刑責，同時放空他的股票以確保將來出獄時能東山再起。然而，他最後發現駕駛座上的司機是如今家破人亡、裝上義肢、前來報仇的老楊，他直接將車變道開往一座未完工的大橋，帶著馬志華衝入海中同歸於盡。在遠處警車上目睹景象的阿俊，回憶起自己跟老楊和小祥曾經的快樂時光，慢慢開始淚聲俱下。

## 演員
| 演員                  | 角色     | 暱稱        | 介紹 |
| 劉青雲                | 梁俊義   | 阿俊 Johnny | 竊聽小組的組員，長期和老楊和小祥一起合作，為人一向正直，但在舉報朋友修改證據以及身為婉兒情夫的事情上感到捉摸不定。 |
| 古天樂                | 楊真     | 老楊 Gene   | 竊聽小組的組員，養有五個女兒與一個患病的兒子，如今自己被診斷出肝癌，急需用錢的他想出這次修改證據來發財的主意。     |
| 吳彥祖                | 林一祥   | 小祥 Max    | 竊聽小組的組員，年輕的電腦天才，由於警察低薪、使他為了博得未來岳父的尊敬而決定跟老楊合作。                         |
| 方中信                | 李光     | 小光 Kelvin | 竊聽小組的組長，阿俊的多年摯友，同時是婉兒的前夫，並不知道最好朋友已經跟妻子婉兒在一起。                           |
| 張靜初 （配音：葉璇） | 任婉兒   | 婉兒 Mandy  | 李光的前妻，現身為阿俊的情妇，雖然和李光育有一子，但長期和他感情不和，選擇和心儀的阿俊在一起。                     |
| 王敏德                | 馬志華   | 老闆 Willie | 華業集團主席，風華國際幕後老闆，香港財經界大佬，暗地裡從事著多數金融罪案，透過謀殺等不法手段來掩蓋罪證。           |
| 李子雄                | 羅耀明   | Ringo       | 風華國際三大股東之一，因為他打探且洩漏股價上漲的內幕而引發這次事情。                                               |
| 黃子雄                | 費國雄   | Kenny       | 風華國際三大股東之一。                                                                                             |
| 袁富華                | 徐偉     | Raymend     | 風華國際三大股東之一。                                                                                             |
| 歐錦棠                | 阿華     | Weber       | 馬志華的左右手，話不多，冷血無情，對馬志華的命令絕對辦到。                                                         |
| 朱慧敏                | 林綺玲   | Elisha      | 羅耀明的秘書兼女友，靠羅耀明來斂財，也暗中為馬志華擔任眼線。                                                       |
| 林嘉華                | 黃福榮   | 黃長官      | 商業罪案調查科的主管，授權這次竊聽行動。                                                                           |
| 陳偉霆                | 祖       | Joe         | 商業罪案調查科人員，背著長官和瑪麗搞地下情，他的處境和阿俊相似。                                                   |
| 陸詩韻                | 瑪麗     | Mary        | 商業罪案調查科人員，和重案組長官是夫婦，如今和祖秘密在一起。                                                       |
| 楊羚                  | 羅麗嫦   | 楊妻        | 楊真妻子。 |
| 鄒凱光                | 經紀     |             | 股票行的經紀。 |
| 方平                  | 外父     | David       | 小祥的未來岳父，是商界高層人士。                                                                                   |
| 駱應鈞                | 夏先生   |             | 證監會副主席，觀察這次風華國際股價不尋常一案。                                                                     |
| 關小碧                | 股民婆婆 |             | 一位年老股民，和阿俊三人一起炒風華的股票。                                                                         |

## 各地電影分級制度
| 國家／地區 | 級別  |
| ---------- | ----- |
| 香港       | IIB   |
| 台灣       | 輔    |
| 新加坡     | PG    |
| 馬來西亞   | PG13  |
| 澳洲       | MA15+ |

## 獎項及提名
| 頒獎典禮                    | 獎項         | 名字           | 結果 |
| --------------------------- | ------------ | -------------- | ---- |
| 第16屆香港電影評論學會大獎  | 最佳電影     | 不適用         | 提名 |
| 第16屆香港電影評論學會大獎  | 最佳導演     | 麥兆輝、莊文強 | 獲獎 |
| 第16屆香港電影評論學會大獎  | 最佳編劇     | 麥兆輝、莊文強 | 提名 |
| 第16屆香港電影評論學會大獎  | 最佳男演員   | 劉青雲         | 提名 |
| 第16屆香港電影評論學會大獎  | 最佳男演員   | 古天樂         | 提名 |
| 第16屆香港電影評論學會大獎  | 推薦電影     | 不適用         | 獲獎 |
| 第5屆香港電影導演會年度大獎 | 年度推介电影 | 不適用         | 獲獎 |
| 第5屆香港電影導演會年度大獎 | 年度杰出导演 | 麦兆辉、庄文强 | 獲獎 |
| 第4屆亞洲電影大獎           | 最佳剪接     | 鄺志良、陳志偉 | 提名 |
| 第29屆香港電影金像獎        | 最佳電影     | 不適用         | 提名 |
| 第29屆香港電影金像獎        | 最佳導演     | 麥兆輝、莊文強 | 提名 |
| 第29屆香港電影金像獎        | 最佳編劇     | 麥兆輝、莊文強 | 提名 |
| 第29屆香港電影金像獎        | 最佳男主角   | 劉青雲         | 提名 |
| 第29屆香港電影金像獎        | 最佳男配角   | 方中信         | 提名 |
| 第29屆香港電影金像獎        | 最佳剪接     | 鄺志良、陳志偉 | 獲獎 |

## 相關參見
- 《竊聽風雲2》
- 《竊聽風雲3》

## 外部連結
- WMOOV電影上《竊聽風雲 （页面存档备份，存于）》的資料（中文）
- Yahoo奇摩電影上《竊聽風雲》的資料（繁體中文）
- 開眼電影網上《竊聽風雲》的資料（繁體中文）
- 豆瓣电影上《竊聽風雲》的資料 （简体中文）
- 时光网上《竊聽風雲》的資料（简体中文）
- AllMovie上《竊聽風雲》的资料（英文）
- 爛番茄上《竊聽風雲》的資料（英文）
- 香港影庫上《竊聽風雲》的資料（繁體中文）
- 互联网电影数据库（IMDb）上《竊聽風雲》的资料（英文）